# 塔雷加 (莱里达省)
塔雷加（西班牙語：Tárrega）是西班牙加泰罗尼亚莱里达省的一个市镇。 总面积88平方公里，总人口12848人（2001年），人口密度146人/平方公里。

## 友好城市
- 法國 布莱